# Magyarpalatka
Magyarpalatka (románul Pălatca, németül Pallotken) falu Romániában, Kolozs megyében, az azonos nevű község központja. Lakossága vegyesen románokból, magyarokból és cigányokból áll.

## Fekvése
Magyarpalatka Erdélyben, a Mezőségnek nevezett tájegység középső részén található, Kolozsvártól körülbelül 30 kilométerre. A Kolozsvárt Szászrégennel összekötő útról Vajdakamarás településen keresztül közelíthető meg.

## Története
A Tag-dűlőben egy lepusztult római villa helyén kialakított gót temető maradványait tárták fel. A sírokban ezüstfibulát, gót és 4. századi római edényeket, púpos hátú fésűket találtak.
Magyarpalatka  nevét az oklevelek 1296-ban említették először Palathka néven, majd 1323-ban Felseupalathka, 1326-ban Fulswpalathka, 1332-ben Palatka néven írták nevét.
A település a Palatkai, más néven Ősi nemesek birtoka volt, akiket a XIII. században élt Joanka más néven Iwanka után később Jakabfiaknak neveztek.
1296-ban Joanka fiai, János és Gergely eladták Palatkának és a hozzá tartozó telkeknek: Mikótelke, Tehenestelke, Pétertelke (Petetelke) és Légen felét a Hintos erdő (silva Hyntus! ma Vajdakamarás határába esik) felével együtt 70 M-ért Gyógyi Miklós ispánnak. Azonban még ugyanez évben János fia János és Iwanka özvegye Margit tiltakoztak az eladás ellen.
1319-ben Gyógyi Miklós fia Konrád bírság fejében elvesztette Palatkát, ekkor Dózsa nádor Konrád testvérei, András vajda és Boryu (dictus) Miklós beleegyezésével kártérítés fejében átadta a telegdi székely Tuzsoni Semyen fia Mihály fiainak.

## Kultúrája
Magyarpalatka régóta a Belső-Mezőség egyik legjelentősebb zenészközpontja. Az itt élő cigányzenész dinasztiák nemcsak saját falujuk, hanem sok környező település (például Báré, Kötelend, Mezőgyéres, Mezőkeszü, Vajdakamarás, Visa) zenei igényeit is kielégítették. Ebben a faluban élnek a táncházmozgalom egyik legismertebb, a mai napig is aktív vonószenekarának, a Magyarpalatkai bandának a tagjai.

## Nevezetes esemény
A község vidékét érintette a Mezőség területén lezajlott mócsi meteorithullás 1883. február 3-án, amelynek során még 8 falu térségében mintegy 300 kilogrammnyi meteorit hullott le. Magyarpalatkán és Mócson kivül érintette még Vajdakamarás, Mezőgyéres, Gyulatelke, Visa, Báré, Mezőkeszü, Marokháza községet is a szóródási ellipszis.